# Neptuno caliente

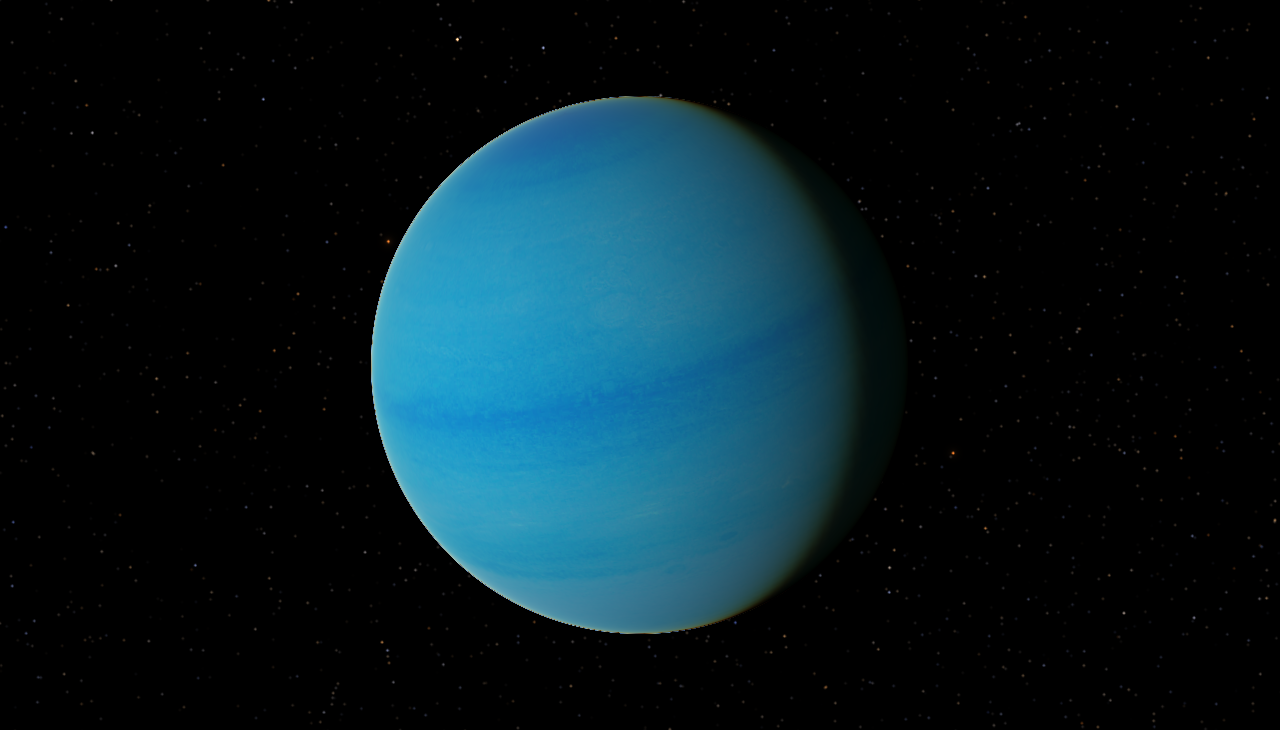
Existe la posilibidad de que el planeta extrasolar Gliese 581 b, descubierto por la misión Kepler y representado en la ilustración, pertenezca al grupo de Neptunos calientes.

Neptuno caliente es la denominación que se da a un tipo de planeta extrasolar hipotético. Estos planetas estarían en una órbita cercana a su estrella (generalmente, a una distancia menor a la distancia que separa a la Tierra del Sol). La masa de un neptuno caliente se asemejaría al núcleo y envoltura de Urano y Neptuno. Las observaciones recientes han revelado un potencial mucho mayor de neptunos calientes de lo que se supuso en un primer momento.
El primer modelo exitoso que permite la formación de Neptunos calientes, proviene de la tesis doctoral (dirigida por el Dr. Adrián Brunini) del astrónomo y científico planetario argentino Gustavo Rodolfo Cionco, publicado en el año 2005 en la prestigiosa revista Icarus.